# William Boyd (acteur)
Pour les articles homonymes, voir William Boyd et Boyd.
William Boyd est un acteur américain né le 5 juin 1895 à Hendrysburg (en), dans l'Ohio (États-Unis), et mort le 12 septembre 1972 à Laguna Beach, en Californie.

## Biographie
William Boyd a une longue carrière, commencée avec le muet, avant d'incarner le personnage de Hopalong Cassidy dans une longue série de westerns entre 1935 et 1948, reprise pour la télévision dans les années 1950.
Il est marié à l'actrice Elinor Fair avec qui il tourne dans Les Bateliers de la Volga (1926).

## Filmographie partielle

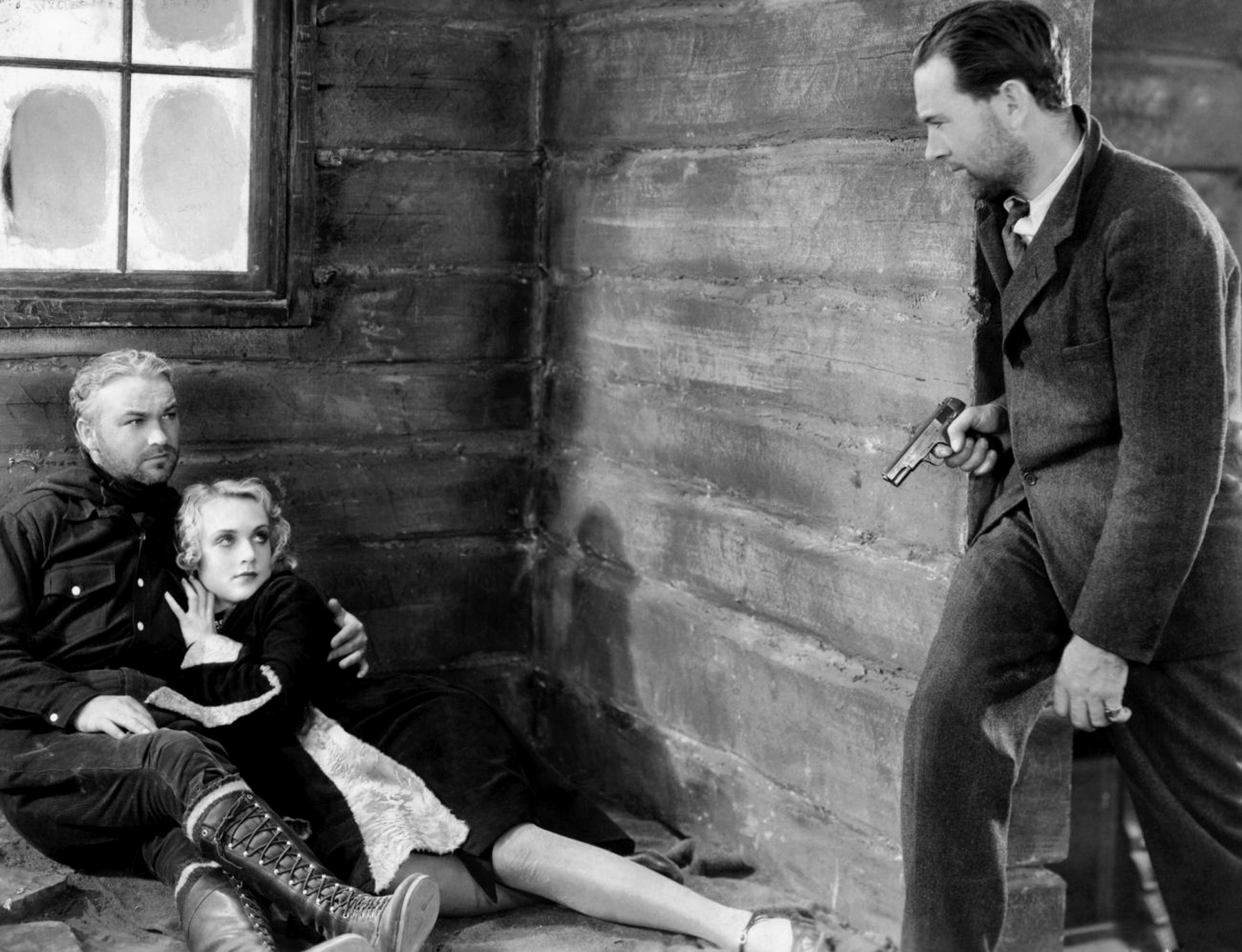
De gauche à droite : William Boyd, Carole Lombard et Owen Moore, dans High Voltage (1929)

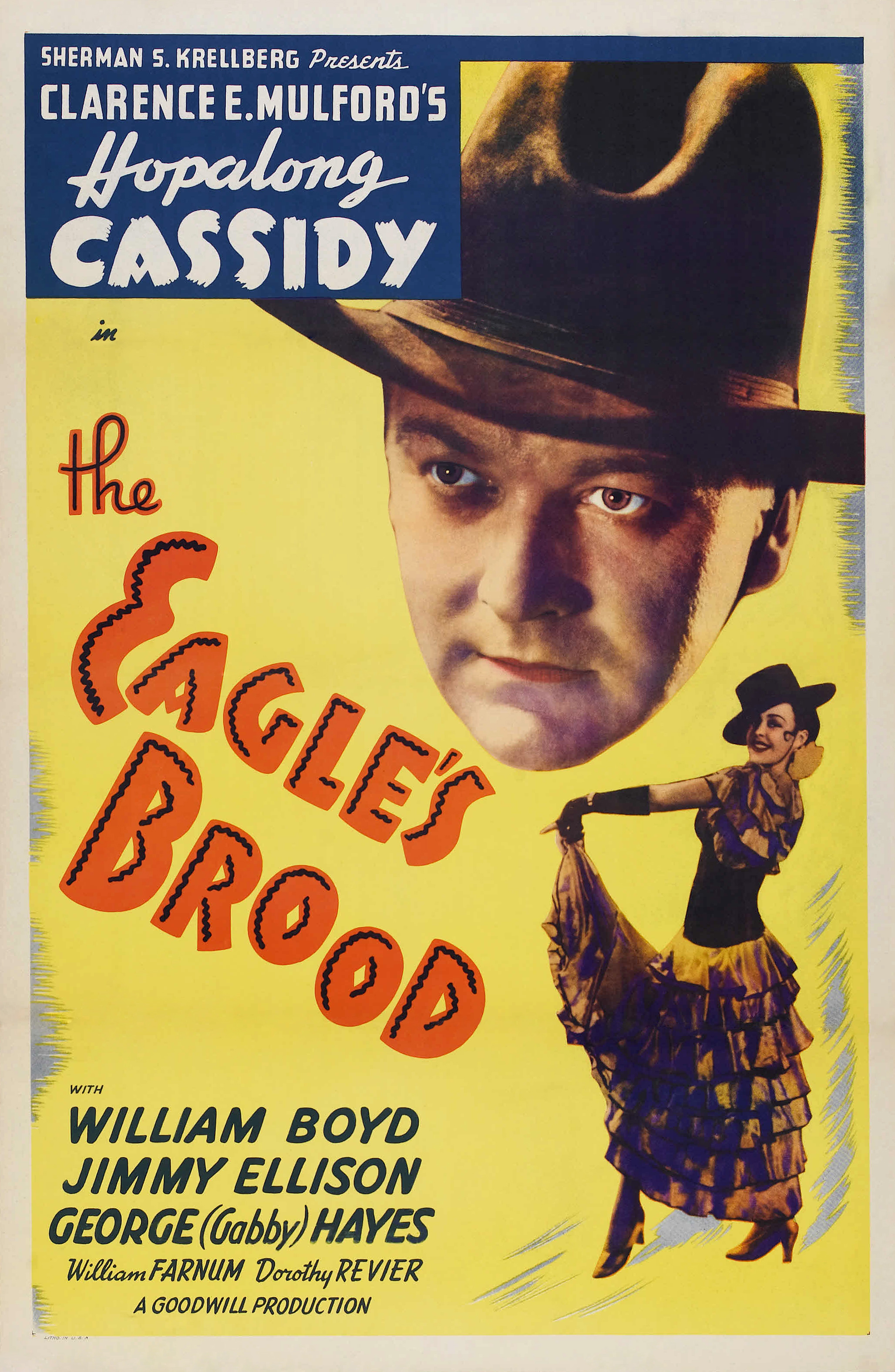
The Eagle's Brood (1935).

- 1920 : L'Échange (Why Change Your Wife?) de Cecil B. DeMille : non crédité
- 1920 : L'amour a-t-il un maître ? (Something to Think About) de Cecil B. DeMille : non crédité
- 1920 : La Voix des champs (en) (A City Sparrow) de Sam Wood : Hughie Ray
- 1921 : The Jucklins (en) de George Melford : Dan Stuart
- 1921 : Le Fruit défendu (Forbidden Fruit) de Cecil B. DeMille : un joueur de billard
- 1921 : Les Millions de Fatty (Brewster's Millions) de Joseph Henabery : Harrison
- 1921 : A Wise Fool de George Melford
- 1921 : Le cœur nous trompe (The Affairs of Anatol) de Cecil B. DeMille
- 1921 : Le Vieux Comédien (After the Show) de William C. de Mille
- 1922 : Des gens très bien (Nice People) de William C. deMille : Oliver Comstock
- 1922 : Le Réquisitoire (Manslaughter) de Cecil B. DeMille
- 1922 : Le Jeune Rajah (The Young Rajah) de Phil Rosen : Stephen Van Kovert
- 1923 : Enemies of Children de Lillian Ducey et John M. Voshell
- 1924 : Souvent femme varie (Changing Husbands) de Paul Iribe et Frank Urson
- 1925 : L'Empreinte du passé (The Road to Yesterday) de Cecil B. DeMille : Jack Moreland
- 1925 : Les Cadets de la mer (The Midshipman) de Christy Cabanne : Spud
- 1926 : Les Bateliers de la Volga (The Volga Boatman) de Cecil B. DeMille : Feodor, un batelier de la Volga
- 1926 : La Dernière Frontière (The Last Frontier) de George B. Seitz : Tom Kirby
- 1927 : Wolves of the Air (en) de Francis Ford : Jerry Tanner
- 1927 : Le Roi des rois (The King of Kings) de Cecil B. DeMille : Simon de Cyrène
- 1927 : Two Arabian Knights de Lewis Milestone : W. Dangerfield Phelps III
- 1927 : Son beau geste (Dress Parade) de Donald Crisp
- 1928 : The Night Flyer (en) de Walter Lang : Jimmy Bradley
- 1928 : Skyscraper de Howard Higgin : Blondy
- 1928 : Power de Howard Higgin : Husky
- 1928 : The Cop de Donald Crisp : Pete Smith
- 1929 : Le Lys du Faubourg (Lady of the Pavements) de D. W. Griffith : Le comte Karl von Arnim
- 1929 : Au-delà du devoir (The Leatherneck) de Howard Higgin : William Calhoun
- 1929 : High Voltage de Howard Higgin : Bill'
- 1929 : The Flying Fool de Tay Garnett
- 1931 : Le Désert rouge (The Painted Desert) de Howard Higgin
- 1931 : Le Chemin du divorce (The Road to Reno) de Richard Wallace
- 1931 : The Big Gamble de Fred Niblo : Alan Beckwith
- 1932 : La Forêt en fête (Carnival Boat) de Albert S. Rogell : Buck Gannon
- 1935 : Hop-a-long Cassidy de Howard Bretherton : Bill "Hop-Along" Cassidy
- 1935 : The Eagle's Brood de Howard Bretherton
- 1936 : Le Cavalier mystère (Three on the Trail) de Howard Bretherton : Hopalong Cassidy
- 1937 : Le retour d'Hopalong (en) (Hopalong Rides Again) de Lesley Selander : Hopalong Cassidy
- 1938 : Camarades de la plaine (en) (Partners of the Plains) de Lesley Selander
- 1938 : L'invincible Cassidy (en) (Cassidy of Bar 20) de Lesley Selander
- 1939 : Le cavalier de l'Arizona (en) (Silver on the Sage)  de Lesley Selander
- 1939 : Renegade Trail (en) de Lesley Selander
- 1939 : Bataille rangée (en) (Range War)  de Lesley Selander
- 1939 : Law of the Pampas (en) de Nate Watt
- 1940 : Santa Fe Marshal (en) de Lesley Selander
- 1940 : The Showdown (en) (The Showdown) de Howard Bretherton
- 1940 : Hidden Gold (en) de Lesley Selander
- 1940 : Stagecoach War (en) de Lesley Selander
- 1940 : Trois hommes du Texas (en) (Three Men from Texas) de Lesley Selander : Hopalong Cassidy
- 1943 : Zone mortelle (Riders of the Deadline) de Lesley Selander : Hopalong Cassidy
- 1943 : La Justice du lasso (Hoppy Serves a Writ) de George Archainbaud : Hopalong Cassidy
- 1947 : Fool's Gold (en) de George Archainbaud : Hopalong Cassidy
- 1948 : False Paradise (en) de George Archainbaud : Hopalong Cassidy
- 1952 : Sous le plus grand chapiteau du monde (The Greatest Show on Earth) de Cecil B. DeMille